# 李謨汎
李謨汎（1997年4月2日—）為臺灣男子籃球運動員，主打前鋒位置，畢業於國立臺灣體育運動大學。